# Тибия (инструмент)
Тибия (лат. tibia) — духовой музыкальный инструмент, римский аналог древнегреческого авлоса.
Время возникновения и история происхождения римской тибии достоверно не известны. Ещё в первом веке до н. э. Марк Теренций Варрон связывал её с этрусской культурой, что впоследствии подтвердилось археологическими исследованиями. Инструменты схожей конструкции были также распространены в Древней Греции и странах Ближнего Востока.
Название «тибия» (от лат. tibia — 'берцовая кость') говорит о том, что на архаичном этапе материалом для изготовления инструмента служили кости животных (хотя существует версия и об обратной этимологии: переносе названия инструмента на схожую по форме кость). Позднее они также изготавливались из тростника, слоновой кости, дерева, бронзы. Существовали многочисленные разновидности тибий, отличавшиеся не только формой, но также диапазоном и регистром звучания. В числе прочих были распространены двойные тибии: они состояли из двух неравных по длине и диаметру трубок, что позволяло одновременно извлекать звуки различной высоты. При этом, как правило, на одной из трубок велась мелодическая линия, тогда как другая создавала непрерывный протяжный аккомпанемент. Не исключено также, что существовали тибии с двумя «ведущими» трубками; в таком случае это могло свидетельствовать о зарождавшейся полифонии.
В повседневной жизни этрусков и, позднее, римлян тибия играла немалую роль. Так, у этрусков она использовалась в ритуальных обрядах и на свадебных церемониях, а также сопровождала кулачные бои и экзекуции рабов. У римлян под аккомпанемент тибии исполнялись свадебные, застольные и триумфальные песни; использовалась она и для сопровождения культовых и траурных обрядов. Так, у Цицерона в его трактате «О законах» говорится о законе, ограничивавшем расходы на погребение и, в частности, разрешавшем нанимать не более десяти музыкантов-тибистов. Отсюда следует, что до введения закона погребения сопровождал ансамбль тибистов, насчитывавший более десятка исполнителей. Известно также, что тибисты сопровождали своей игрой театральные представления.